# بلکبرن اسکوا
بلکبرن بی‌۲۴ اسکوا (به انگلیسی: Blackburn B-24 Skua) یک هواپیمای بال کم، دو سرنشینه و تک شعاعی مبتنی بر ناو بود که توسط ناوگان هوایی بریتانیا اداره می شد و عملکردهای یک بمب افکن غواصی و جنگنده را ادغام می‌کرد. در اواسط دهه ۱۹۳۰ طراحی شد و در اوایل جنگ جهانی دوم به خدمت گرفته شد. این جنگنده نام خود را از پرنده دریایی گرفته است.